# Olynthus essus
Olynthus essus is een vlinder uit de familie van de Lycaenidae. De wetenschappelijke naam van de soort werd als Thecla essus in 1852 gepubliceerd door Herrich-Schäffer.

## Synoniemen
- Olynthus occultus Austin & Johnson, 1998